# ジャン＝ドミニク・スナール
ジャン＝ドミニク・スナール（1953年3月7日 - ）は、フランスの実業家。2005年に大手タイヤメーカーのミシュランに最高財務責任者（CFO）として入社し、2012年5月11日にはミシェル・ロリエの後任として、創業家出身以外で初めて同社の最高経営責任者（CEO）に就任した。2019年1月24日からはルノーの取締役会会長を務めている。

## 生い立ち
スナールは外交官の息子であり、世界中の多くの大使館で育った。彼の先祖であるジュール・アレクサンドル・バンジャマン・スナール（1848年 - 1928年）は世襲ローマ伯爵の称号を与えられた。 スナールは子供の頃、サント・クロワ・ド・ヌイイの聖歌隊として知られる合唱団に参加し、そこでルイ・プリュドム・スナールの指導の下でクラシック音楽の訓練を受けた。その後、彼はパリ高等商業学校（HEC）に入学し、そこで法学の修士号を取得して教育を修了し、その後フランスの大手企業への昇進を開始した。

## 経歴
スナールは1979年にトタルに入社し、1987年に退社するまでの8年間、財務や経営管理の分野で経験を積んだ。その後、サンゴバンのトレジャラー等を経て、1996年10月、アルミニウム製品メーカーのペキニーに最高財務責任者（CFO）及び経営委員会のメンバーとして入社した。2003年にカナダのアルカンがペキニーへの買収提案を開始したとき、スナールはペキニーの会長に任命され、アルカンの経営委員会のメンバーとなった。
2005年3月、スナールは大手タイヤメーカーのミシュランに最高財務責任者（CFO）及びグループエグゼクティブカウンシルのメンバーとして入社した。2006年に上司のエドゥアール・ミシュランが事故で急逝した後、スナールは2007年5月にグループマネージングパートナーに任命され、その後、財務や法務サービス、計画および実績の責任者も務めた。
ミシュランは2014年11月、同年10月6日に開催された取締役会の後、スナール氏が引き続き同社のマネージングジェネラルパートナーを務めると発表した。
2017年にミシュランはスナールのリーダーシップの下、前年の純利益が43%増加して17億ユーロになると発表した。

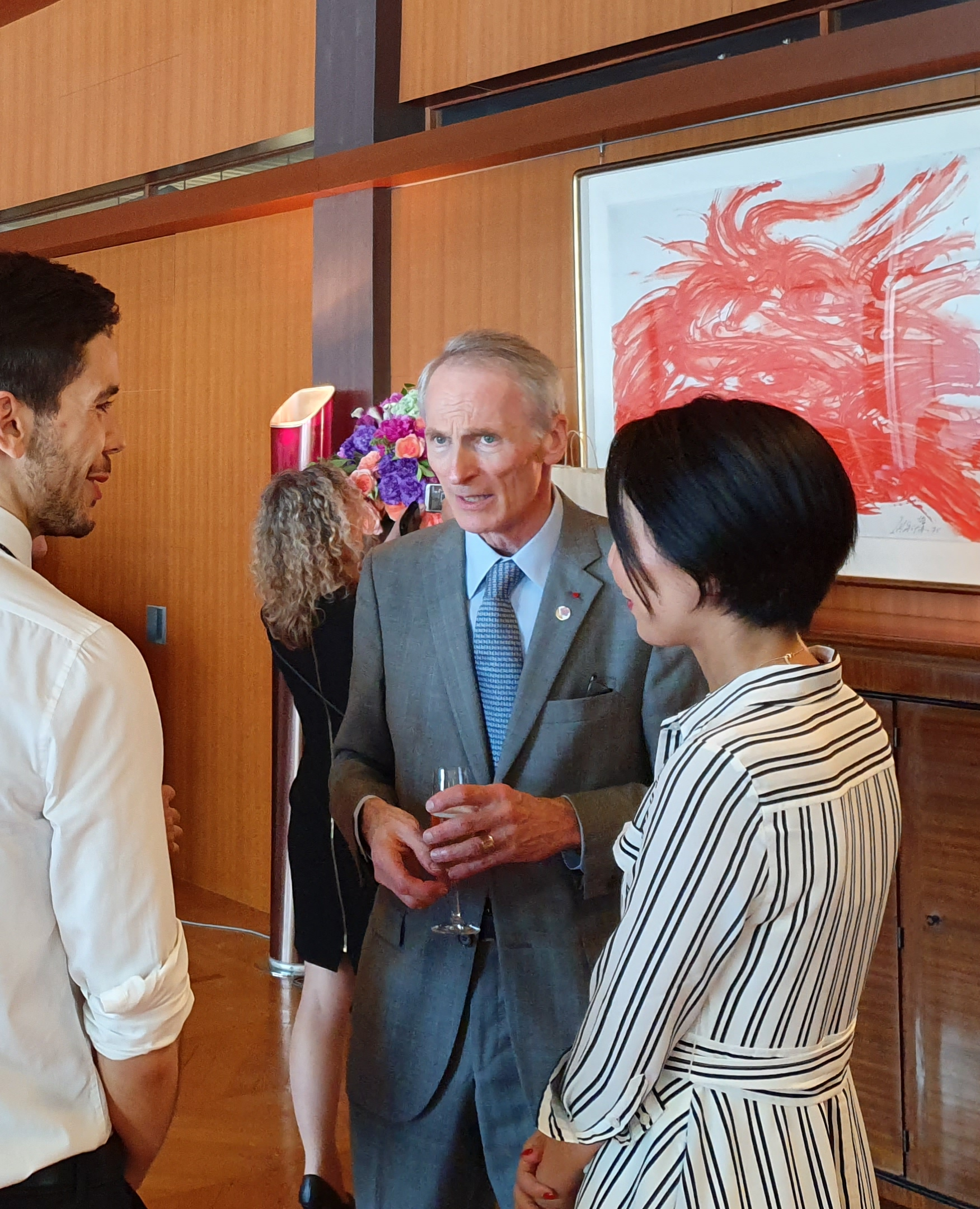
駐日フランス大使館滞在中のスナール（第14回20か国・地域首脳会合開催前）

2019年1月24日、ルノーでカルロス・ゴーンがCEOを辞任したことに伴い、スナールはルノー・日産・三菱アライアンスの新CEOに任命された。フランスのブルーノ・ルメール経済大臣は、スナールが「ルノーにとっての優れた経営トップ」になると信じており、この決定を歓迎した。その後、2019年4月8日に行われた日産自動車の臨時株主総会で同社の取締役に就任した。

## その他の活動

### 会社役員
- ルノー（取締役会会長）
- 日産自動車（取締役会副議長[7]）
- サンゴバン（社外取締役）

## 政治主張
スナールはフランスのエマニュエル・マクロン大統領の声高な支持者として知られている。